# Handball-Regionalliga Baden-Württemberg (Frauen)
Die Regionalliga Baden-Württemberg (Frauen) wurde im Zuge einer Ligenstrukturreform des Deutschen Handballbundes (DHB) zur Saison 2024/25 eingeführt. Sie wird unter dem Dach der Handballverbände Baden, Südbaden und  Württemberg organisiert und ist die höchste Spielklasse des Verbundes. Sie ersetzt die bis dahin bestehende  Handball-Oberliga Baden-Württemberg der Frauen. Die RL-BW ist nach der Bundesliga, der 2. Bundesliga und der 3. Liga eine der vierthöchsten Spielklassen im deutschen Handball.

## Geschichte
Nach Abschluss der Vorsaison hatten sich hierzu 14 Vereine für die RL-Baden-Württemberg (Frauen) qualifiziert. Dies waren drei Absteiger aus der 3. Liga, neun Mannschaften aus der Oberliga-BW und zwei Vertreter aus den höchsten Ligen der drei Landesverbände. Die bisher untergeordneten Baden-, Südbaden- und Württembergliga sollen ab 2024/25 in Oberliga umbenannt werden.

### Modus
Im Verlaufe der Saison treten die 14 Mannschaften der Regionalliga (Frauen) jeweils in einer Hin- und Rückrunde gegeneinander an. Nach Abschluss der daraus resultierenden Spieltage qualifiziert sich der Meister für die Aufstiegsrelegation zur 3. Liga (Frauen). Es steigen so viele Mannschaften ab (maximal drei), bis die Staffelstärke von 14 Teams incl. zwei Aufsteigern aus den Landesverbänden und möglichen Absteigern aus der 3. Liga erreicht ist.

## Saison 2025/26

### Teilnehmer
| - TuS Steißlingen - TSV Bönnigheim - TuS Schutterwald - SF Schwaikheim (N) - TSV Rintheim (N) | - SG H2Ku Herrenberg - HSG Freiburg 2 (N) - Sport-Union Neckarsulm 2 - HSG Fridingen/Mühlheim (N) - HSG Leinfelden-Echterdingen | - HG Oftersheim/Schwetzingen - HSG Stuttgart-Metzingen II (A) - HC Schmiden/Oeffingen - TPSG Frisch Auf Göppingen 2 |

- (A) =  Absteiger aus der 3. Liga. (N) = Neu in der Liga (Aufsteiger), (R) = Rückzug

## Baden-Württembergische Meister

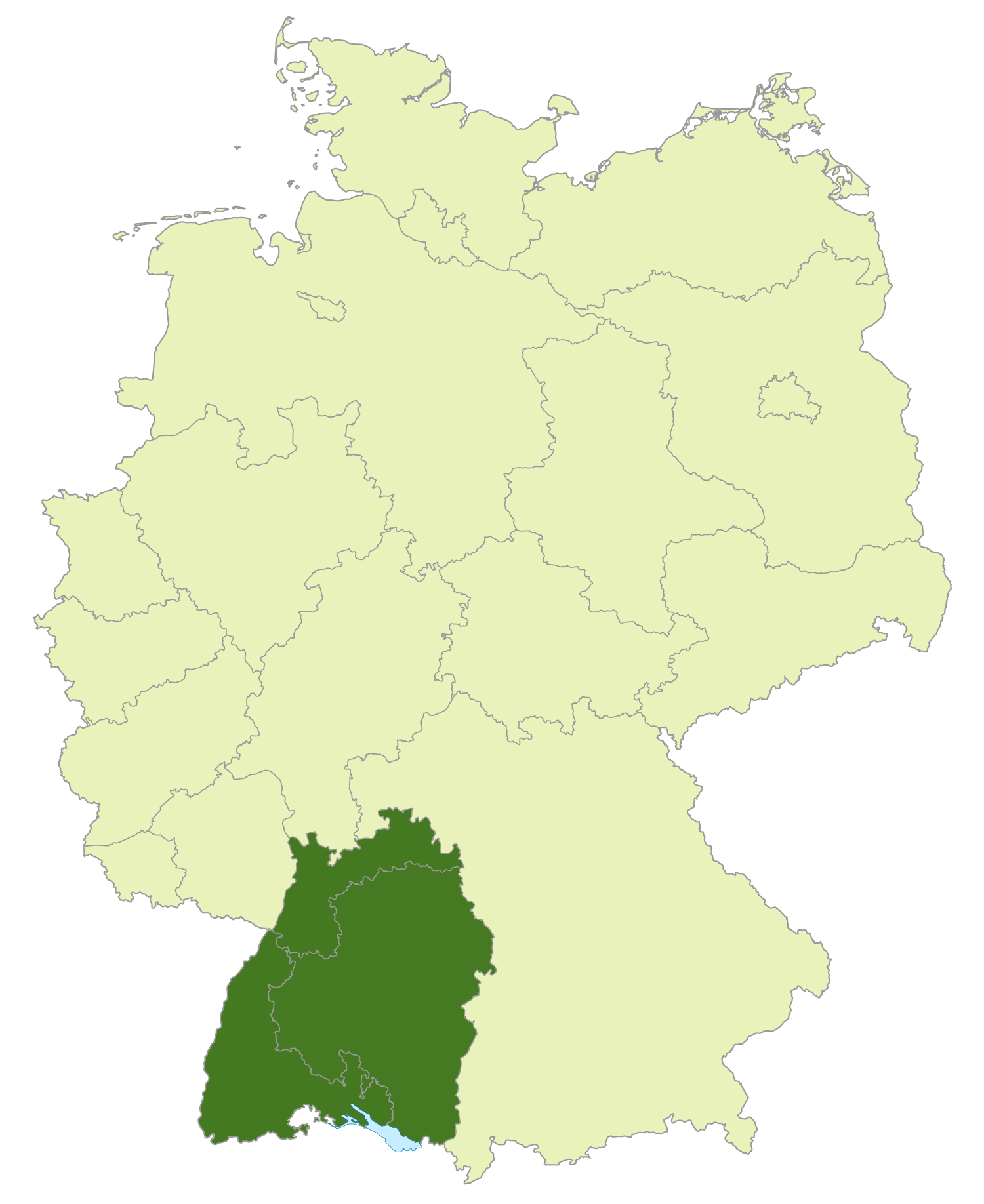
Bereich der Region Baden-Württemberg (grün)

| Saison     | Verein                           | Punkte | Vizemeister                     | Punkte |
| ---------- | -------------------------------- | ------ | ------------------------------- | ------ |
| 2000/01    | TSG Tübingen                     | 45:7   |                                 |        |
| 2001/02    | TS Ottersweier                   | 46:6   | TV Echterdingen                 |        |
| 2002/03    | TV Holzheim 1885                 | 43:9   | TV Möglingen                    |        |
| 2003/04    | SG Leutershausen                 | 43:9   | SG Haslach-Herrenberg-Kuppingen |        |
| 2004/05    | Frisch Auf Göppingen II          | 39:9   |                                 |        |
| 2005/06    | TG 88 Pforzheim                  | 42:10  |                                 |        |
| 2006/07    | TS Ottersweier                   | 54:6   | SG Haslach-Herrenberg-Kuppingen |        |
| 2007/08    | SG Leutershausen                 | 53:7   | TSG Ketsch II                   |        |
| 2008/09    | TV Großbottwar                   | 43:9   | HSG Freiburg                    | 39:13  |
| 2009/10    | WSG Eningen-Pfullingen           | 41:11  | HSG Mannheim                    |        |
| 2010/11    | TG Nürtingen                     | 48:8   | TV Möglingen 05                 | 40:16  |
| 2011/12    | Neckarsulmer Sport-Union         | 50:2   | TS Ottersweier                  | 44:8   |
| 2012/13    | TV Holzheim 1885                 | 42:10  | HSG Pforzheim                   | 41:11  |
| 2013/14    | SG Nußloch                       | 29:15  | SG BBM Bietigheim II            | 29:15  |
| 2014/15    | SC Korb                          | 46:6   | TSV Birkenau                    | 39:13  |
| 2015/16    | TSV Birkenau                     | 39:13  | TV Brombach 1882                | 35:17  |
| 2016/17    | TuS Metzingen II                 | 48:4   | TSG Ketsch II                   | 41:11  |
| 2017/18    | SG Kappelwindeck/br /> Steinbach | 39:13  | TG 88 Pforzheim                 | 37:15  |
| 2018/19    | TSV Wolfschlugen                 | 40:12  | SG Schozach-Bottwartal          | 38:14  |
| 2019/20 F1 | TPSG FA Göppingen II             | 185    | HSG St. Leon/Reilingen          | 165    |
| 2020/21 F2 | (TuS Steißlingen)                | 4:0    | (SG BBM Bietigheim II.)         | 0:0    |
| 2021/22    | HSG Leinfelden-Echterdingen      | 28:8   | TSV Bönnigheim                  | 26:10  |
| 2022/23    | TuS Schutterwald                 | 43:5   | TuS Metzingen II                | 36:12  |
| 2023/24 F3 | TG 88 Pforzheim                  | 35:9   | HC Schmiden/Oeffingen           | 28:16  |
| 2024/25 F4 | TuS Schutterwald                 | 44:4   | HC Schmiden/Oeffingen           | 42:6   |
| 2025/26    |                                  |        |                                 |        |